# Alpiner Skiweltcup 1972/73
Die Saison 1972/73 des von der FIS veranstalteten Alpinen Skiweltcups begann am 7. Dezember 1972 in Val-d’Isère und endete am 24. März 1973 in Heavenly Valley. Bei den Männern wurden 24 Rennen ausgetragen (je 8 Abfahrten, Riesenslaloms und Slaloms). Bei den Frauen waren es ebenfalls 24 Rennen (je 8 Abfahrten, Riesenslaloms und Slaloms).
Österreich konnte erstmals im Nationencup sowohl die Gesamtwertung als auch jene bei den Damen gewinnen (und damit die seit dem Weltcupstart 1967 anhaltende französische Serie unterbrechen). Der Sieg bei den Herren konnte (nach 1968 und 1968/69) zum dritten Mal errungen werden.
Diese Saison war ein Zwischenjahr ohne Weltmeisterschaften oder Olympische Winterspiele.

## Weltcupwertungen

### Gesamt
| Rang | Name                 | Punkte |
| ---- | -------------------- | ------ |
| 01.  | Gustav Thöni         | 166    |
| 02.  | David Zwilling       | 151    |
| 03.  | Roland Collombin     | 131    |
| 04.  | Hans Hinterseer      | 120    |
| 04.  | Christian Neureuther | 120    |
| 06.  | Bernhard Russi       | 106    |
| 07.  | Jean-Noël Augert     | 104    |
| 08.  | Bob Cochran          | 093    |
| 08.  | Franz Klammer        | 093    |
| 10.  | Piero Gros           | 091    |
| 11.  | Henri Duvillard      | 090    |
| 12.  | Adolf Rösti          | 074    |
| 13.  | Erik Håker           | 072    |
| 14.  | Walter Tresch        | 064    |
| 14.  | Marcello Varallo     | 064    |
| 16.  | Reinhard Tritscher   | 058    |
| 17.  | Karl Cordin          | 053    |
| 18.  | Helmuth Schmalzl     | 051    |
| 19.  | Philippe Roux        | 044    |

| Rang | Name                      | Punkte |
| ---- | ------------------------- | ------ |
| 20.  | Ilario Pegorari           | 39     |
| 20.  | Max Rieger                | 39     |
| 22.  | Andrzej Bachleda-Curuś    | 38     |
| 23.  | Claude Perrot             | 31     |
| 24.  | Erwin Stricker            | 30     |
| 25.  | Werner Grissmann          | 29     |
| 25.  | Tino Pietrogiovanna       | 29     |
| 27.  | Josef Pechtl              | 21     |
| 28.  | Alfred Matt               | 20     |
| 28.  | Josef Walcher             | 20     |
| 30.  | Thomas Hauser             | 17     |
| 31.  | Jan Bachleda              | 16     |
| 32.  | Johann Kniewasser         | 15     |
| 33.  | Giuliano Besson           | 14     |
| 34.  | Kurt Engstler             | 13     |
| 34.  | Francisco Fernández Ochoa | 13     |
| 34.  | Andreas Sprecher          | 13     |
| 37.  | Engelhard Pargätzi        | 12     |
| 37.  | Hansjörg Schlager         | 12     |

| Rang | Name                | Punkte |
| ---- | ------------------- | ------ |
| 39.  | Jim Hunter          | 11     |
| 40.  | Peter Feyrsinger    | 10     |
| 41.  | Franco Bieler       | 09     |
| 41.  | Mike Lafferty       | 09     |
| 43.  | Wolfgang Junginger  | 08     |
| 43.  | Roland Thöni        | 08     |
| 45.  | Hubert Berchtold    | 06     |
| 46.  | Sepp Heckelmiller   | 05     |
| 46.  | Roger Rossat-Mignod | 05     |
| 46.  | Hans Zingre         | 05     |
| 49.  | Josef Loidl         | 04     |
| 50.  | Craig Gorder        | 03     |
| 50.  | Wilfried Muxel      | 03     |
| 50.  | Herbert Plank       | 03     |
| 53.  | Willi Frommelt      | 02     |
| 53.  | Leopold Gruber      | 02     |
| 53.  | Eric Poulsen        | 02     |
| 53.  | Renzo Zandegiacomo  | 02     |
| 57.  | Masayoshi Kashiwagi | 01     |
| 57.  | Don Rowles          |        |

| Rang | Name                  | Punkte |
| ---- | --------------------- | ------ |
| 01.  | Annemarie Pröll       | 297    |
| 02.  | Monika Kaserer        | 223    |
| 03.  | Patricia Emonet       | 163    |
| 04.  | Rosi Mittermaier      | 131    |
| 05.  | Hanni Wenzel          | 112    |
| 06.  | Wiltrud Drexel        | 106    |
| 07.  | Jacqueline Rouvier    | 103    |
| 08.  | Marilyn Cochran       | 084    |
| 09.  | Ingrid Gfölner        | 083    |
| 10.  | Irmgard Lukasser      | 065    |
| 11.  | Pamela Behr           | 064    |
| 11.  | Bernadette Zurbriggen | 064    |
| 13.  | Danièle Debernard     | 061    |
| 14.  | Christine Rolland     | 057    |
| 14.  | Traudl Treichl        | 057    |
| 16.  | Judy Crawford         | 053    |

| Rang | Name                      | Punkte |
| ---- | ------------------------- | ------ |
| 17.  | Marie-Theres Nadig        | 48     |
| 18.  | Brigitte Totschnig        | 46     |
| 19.  | Brigitte Kerscher-Schroll | 45     |
| 20.  | Fabienne Serrat           | 44     |
| 21.  | Barbara Ann Cochran       | 39     |
| 22.  | Claudia Giordani          | 34     |
| 23.  | Laurie Kreiner            | 28     |
| 24.  | Toril Førland             | 25     |
| 24.  | Kathy Kreiner             | 25     |
| 24.  | Christa Zechmeister       | 25     |
| 27.  | Odile Chalvin             | 24     |
| 28.  | Britt Lafforgue           | 19     |
| 28.  | Sandra Poulsen            | 19     |
| 28.  | Conchita Puig             | 19     |
| 31.  | Isabelle Mir              | 15     |

| Rang | Name               | Punkte |
| ---- | ------------------ | ------ |
| 32.  | Marianne Ranner    | 13     |
| 33.  | Lise-Marie Morerod | 10     |
| 34.  | Ingrid Eberle      | 06     |
| 35.  | Susan Corrock      | 05     |
| 35.  | Marianne Hefti     | 05     |
| 35.  | Elena Matous       | 05     |
| 35.  | Rita Schnider      | 05     |
| 39.  | Bernadette Rauter  | 04     |
| 39.  | Silvia Stump       | 04     |
| 41.  | Irene Epple        | 03     |
| 41.  | Christina Tisot    | 03     |
| 43.  | Gitta Hauser       | 02     |
| 43.  | Paola Hofer        | 02     |
| 45.  | Helene Graswander  | 01     |
| 45.  | Riitta Olikka      | 01     |

### Abfahrt
| Rang | Athlet             | Punkte |
| ---- | ------------------ | ------ |
| 1    | Roland Collombin   | 120    |
| 2    | Bernhard Russi     | 096    |
| 3    | Marcello Varallo   | 067    |
| 4    | Franz Klammer      | 062    |
| 4    | David Zwilling     | 062    |
| 6    | Karl Cordin        | 053    |
| 7    | Reinhard Tritscher | 049    |
| 8    | Philippe Roux      | 044    |
| 9    | Werner Grissmann   | 029    |
| 10   | Bob Cochran        | 021    |

| Rang | Athletin                  | Punkte |
| ---- | ------------------------- | ------ |
| 1    | Annemarie Pröll           | 125    |
| 2    | Wiltrud Drexel            | 086    |
| 3    | Jacqueline Rouvier        | 072    |
| 4    | Ingrid Gfölner            | 067    |
| 5    | Irmgard Lukasser          | 061    |
| 6    | Brigitte Totschnig        | 045    |
| 7    | Brigitte Kerscher-Schroll | 030    |
| 8    | Monika Kaserer            | 028    |
| 9    | Rosi Mittermaier          | 023    |
| 10   | Marie-Theres Nadig        | 022    |

### Riesenslalom
| Rang | Athlet           | Punkte |
| ---- | ---------------- | ------ |
| 1    | Hans Hinterseer  | 105    |
| 2    | Erik Håker       | 071    |
| 3    | Adolf Rösti      | 066    |
| 4    | Piero Gros       | 055    |
| 4    | Gustav Thöni     | 055    |
| 6    | Helmuth Schmalzl | 051    |
| 7    | David Zwilling   | 049    |
| 8    | Henri Duvillard  | 046    |
| 9    | Franz Klammer    | 031    |
| 10   | Max Rieger       | 026    |

| Rang | Athletin              | Punkte |
| ---- | --------------------- | ------ |
| 1    | Monika Kaserer        | 110    |
| 2    | Annemarie Pröll       | 094    |
| 3    | Hanni Wenzel          | 053    |
| 4    | Patricia Emonet       | 052    |
| 5    | Bernadette Zurbriggen | 051    |
| 6    | Traudl Treichl        | 046    |
| 7    | Marilyn Cochran       | 044    |
| 8    | Rosi Mittermaier      | 040    |
| 9    | Marie-Theres Nadig    | 026    |
| 9    | Jacqueline Rouvier    | 026    |

### Slalom
| Rang | Athlet               | Punkte |
| ---- | -------------------- | ------ |
| 1    | Gustav Thöni         | 110    |
| 2    | Christian Neureuther | 105    |
| 3    | Jean-Noël Augert     | 086    |
| 4    | Walter Tresch        | 057    |
| 5    | Ilario Pegorari      | 038    |
| 6    | Henri Duvillard      | 036    |
| 6    | Piero Gros           | 036    |
| 8    | David Zwilling       | 033    |
| 9    | Bob Cochran          | 032    |
| 10   | Tino Pietrogiovanna  | 029    |

| Rang | Athletin            | Punkte |
| ---- | ------------------- | ------ |
| 1    | Patricia Emonet     | 111    |
| 2    | Rosi Mittermaier    | 080    |
| 3    | Monika Kaserer      | 067    |
| 4    | Pamela Behr         | 056    |
| 4    | Danièle Debernard   | 056    |
| 6    | Hanni Wenzel        | 049    |
| 7    | Christine Rolland   | 040    |
| 8    | Judy Crawford       | 039    |
| 9    | Marilyn Cochran     | 036    |
| 10   | Barbara Ann Cochran | 033    |
| 10   | Fabienne Serrat     | 033    |

## Podestplatzierungen Herren

### Abfahrt
| Datum             | Ort                          | 1. Platz           | 2. Platz                       | 3. Platz           |
| ----------------- | ---------------------------- | ------------------ | ------------------------------ | ------------------ |
| 10. Dezember 1972 | Val-d’Isère (FRA)            | Reinhard Tritscher | David Zwilling                 | Marcello Varallo   |
| 15. Dezember 1972 | Gröden (ITA)                 | Roland Collombin   | Karl Cordin                    | David Zwilling     |
| 6. Januar 1973    | Garmisch-Partenkirchen (FRG) | Roland Collombin   | Marcello Varallo Philippe Roux |                    |
| 7. Januar 1973    | Garmisch-Partenkirchen (FRG) | Roland Collombin   | Marcello Varallo               | Bernhard Russi     |
| 13. Januar 1973   | Grindelwald (SUI)            | Bernhard Russi     | Roland Collombin               | Reinhard Tritscher |
| 27. Januar 1973   | Kitzbühel (AUT)              | Roland Collombin   | Bernhard Russi                 | Bob Cochran        |
| 3. Februar 1973   | St. Anton am Arlberg (AUT)   | Bernhard Russi     | Franz Klammer                  | Philippe Roux      |
| 11. Februar 1973  | St. Moritz (SUI)             | Werner Grissmann   | Josef Walcher                  | Franz Klammer      |

### Riesenslalom
| Datum             | Ort                        | 1. Platz        | 2. Platz        | 3. Platz         |
| ----------------- | -------------------------- | --------------- | --------------- | ---------------- |
| 8. Dezember 1972  | Val-d’Isère (FRA)          | Piero Gros      | Erik Håker      | Helmuth Schmalzl |
| 19. Dezember 1972 | Madonna di Campiglio (ITA) | David Zwilling  | Adolf Rösti     | Helmuth Schmalzl |
| 15. Januar 1973   | Adelboden (SUI)            | Gustav Thöni    | Hans Hinterseer | Erik Håker       |
| 19. Januar 1973   | Megève (FRA)               | Henri Duvillard | Hans Hinterseer | Gustav Thöni     |
| 2. März 1973      | Mont Sainte-Anne (CAN)     | Max Rieger      | Hans Hinterseer | Franz Klammer    |
| 8. März 1973      | Anchorage (USA)            | Hans Hinterseer | Adolf Rösti     | Josef Pechtl     |
| 12. März 1973     | Naeba Ski Resort (JPN)     | Erik Håker      | Hans Hinterseer | Adolf Rösti      |
| 24. März 1973     | Heavenly Valley (USA)      | Bob Cochran     | Erwin Stricker  | Jean-Noël Augert |

### Slalom
| Datum             | Ort                        | 1. Platz             | 2. Platz             | 3. Platz             |
| ----------------- | -------------------------- | -------------------- | -------------------- | -------------------- |
| 17. Dezember 1972 | Madonna di Campiglio (ITA) | Piero Gros           | Gustav Thöni         | Christian Neureuther |
| 14. Januar 1973   | Wengen (SUI)               | Christian Neureuther | Walter Tresch        | Claude Perrot        |
| 21. Januar 1973   | Megève (FRA)               | Christian Neureuther | Gustav Thöni         | Walter Tresch        |
| 28. Januar 1973   | Kitzbühel (AUT)            | Jean-Noël Augert     | Gustav Thöni         | Andrzej Bachleda     |
| 4. Februar 1973   | St. Anton am Arlberg (AUT) | Gustav Thöni         | Christian Neureuther | Henri Duvillard      |
| 4. März 1973      | Mont Sainte-Anne (CAN)     | Gustav Thöni         | Ilario Pegorari      | Christian Neureuther |
| 15. März 1973     | Naeba Ski Resort (JPN)     | Jean-Noël Augert     | Christian Neureuther | Ilario Pegorari      |
| 23. März 1973     | Heavenly Valley (USA)      | Jean-Noël Augert     | Bob Cochran          | Tino Pietrogiovanna  |

## Podestplatzierungen Damen

### Abfahrt
| Datum             | Ort                        | 1. Platz        | 2. Platz           | 3. Platz           |
| ----------------- | -------------------------- | --------------- | ------------------ | ------------------ |
| 7. Dezember 1972  | Val-d’Isère (FRA)          | Annemarie Pröll | Jacqueline Rouvier | Irmgard Lukasser   |
| 19. Dezember 1972 | Saalbach-Hinterglemm (AUT) | Annemarie Pröll | Jacqueline Rouvier | Brigitte Totschnig |
| 9. Januar 1973    | Pfronten (FRG)             | Annemarie Pröll | Monika Kaserer     | Irmgard Lukasser   |
| 10. Januar 1973   | Pfronten (FRG)             | Annemarie Pröll | Irmgard Lukasser   | Ingrid Gfölner     |
| 16. Januar 1973   | Grindelwald (SUI)          | Annemarie Pröll | Wiltrud Drexel     | Brigitte Totschnig |
| 25. Januar 1973   | Chamonix (FRA)             | Annemarie Pröll | Wiltrud Drexel     | Jacqueline Rouvier |
| 1. Februar 1973   | Schruns (AUT)              | Annemarie Pröll | Wiltrud Drexel     | Ingrid Gfölner     |
| 10. Februar 1973  | St. Moritz (SUI)           | Annemarie Pröll | Ingrid Gfölner     | Wiltrud Drexel     |

### Riesenslalom
| Datum             | Ort                           | 1. Platz              | 2. Platz              | 3. Platz           |
| ----------------- | ----------------------------- | --------------------- | --------------------- | ------------------ |
| 20. Dezember 1972 | Saalbach-Hinterglemm (AUT)    | Annemarie Pröll       | Monika Kaserer        | Hanni Wenzel       |
| 20. Januar 1973   | Saint-Gervais-les-Bains (FRA) | Annemarie Pröll       | Monika Kaserer        | Jacqueline Rouvier |
| 21. Januar 1973   | Les Contamines (FRA)          | Monika Kaserer        | Traudl Treichl        | Marilyn Cochran    |
| 11. Februar 1973  | Abetone (ITA)                 | Monika Kaserer        | Traudl Treichl        | Sandy Poulsen      |
| 2. März 1973      | Mont Sainte-Anne (CAN)        | Annemarie Pröll       | Bernadette Zurbriggen | Marie-Theres Nadig |
| 7. März 1973      | Anchorage (USA)               | Bernadette Zurbriggen | Monika Kaserer        | Kathy Kreiner      |
| 15. März 1973     | Naeba Ski Resort (JPN)        | Marilyn Cochran       | Claudia Giordani      | Annemarie Pröll    |
| 23. März 1973     | Heavenly Valley (USA)         | Patricia Emonet       | Monika Kaserer        | Christine Rolland  |

### Slalom
| Datum            | Ort                    | 1. Platz          | 2. Platz          | 3. Platz            |
| ---------------- | ---------------------- | ----------------- | ----------------- | ------------------- |
| 9. Dezember 1972 | Val-d’Isère (FRA)      | Pamela Behr       | Odile Chalvin     | Patricia Emonet     |
| 2. Januar 1973   | Maribor (YUG)          | Patricia Emonet   | Pamela Behr       | Rosi Mittermaier    |
| 17. Januar 1973  | Grindelwald (SUI)      | Monika Kaserer    | Rosi Mittermaier  | Judy Crawford       |
| 26. Januar 1973  | Chamonix (FRA)         | Marilyn Cochran   | Rosi Mittermaier  | Monika Kaserer      |
| 2. Februar 1973  | Schruns (AUT)          | Rosi Mittermaier  | Patricia Emonet   | Conchita Puig       |
| 3. März 1973     | Mont Sainte-Anne (CAN) | Patricia Emonet   | Danièle Debernard | Britt Lafforgue     |
| 13. März 1973    | Naeba Ski Resort (JPN) | Danièle Debernard | Hanni Wenzel      | Barbara Ann Cochran |
| 22. März 1973    | Heavenly Valley (USA)  | Patricia Emonet   | Fabienne Serrat   | Christa Zechmeister |

## Nationencup
| Rang | Land               | Punkte |
| ---- | ------------------ | ------ |
| 1    | Österreich         | 1526   |
| 2    | Frankreich         | 716    |
| 3    | Schweiz            | 585    |
| 4    | Italien            | 544    |
| 5    | BR Deutschland     | 463    |
| 6    | Vereinigte Staaten | 255    |
| 7    | Kanada             | 117    |
| 8    | Liechtenstein      | 114    |
| 9    | Norwegen           | 97     |
| 10   | Polen              | 54     |
| 11   | Spanien            | 32     |
| 12   | San Marino         | 5      |
| 13   | Finnland           | 1      |
| 13   | Japan              | 1      |

| Rang | Land               | Punkte |
| ---- | ------------------ | ------ |
| 1    | Österreich         | 635    |
| 2    | Italien            | 505    |
| 3    | Schweiz            | 449    |
| 4    | Frankreich         | 230    |
| 5    | BR Deutschland     | 183    |
| 6    | Vereinigte Staaten | 108    |
| 7    | Norwegen           | 72     |
| 8    | Polen              | 54     |
| 9    | Spanien            | 13     |
| 10   | Kanada             | 11     |
| 11   | Liechtenstein      | 2      |
| 12   | Japan              | 1      |

| Rang | Land               | Punkte |
| ---- | ------------------ | ------ |
| 1    | Österreich         | 891    |
| 2    | Frankreich         | 486    |
| 3    | BR Deutschland     | 280    |
| 4    | Vereinigte Staaten | 147    |
| 5    | Schweiz            | 136    |
| 6    | Liechtenstein      | 112    |
| 7    | Kanada             | 106    |
| 8    | Italien            | 39     |
| 9    | Norwegen           | 25     |
| 10   | Spanien            | 19     |
| 11   | San Marino         | 5      |
| 12   | Finnland           | 1      |

## Statistik der Podestplätze
Angegeben werden die Anzahl Podestplätze je Land und Disziplin sowie die Gesamtanzahl.

### Damen
| Land | Land | 1. | 2. | 3. | Total |
| ---- | ---- | -- | -- | -- | ----- |
| 1    | AUT  | 14 | 10 | 9  | 33    |
| 2    | FRA  | 05 | 06 | 5  | 16    |
| 3    | FRG  | 02 | 05 | 2  | 09    |
| 4    | USA  | 02 | 0– | 3  | 05    |
| 5    | CHE  | 01 | 0– | 1  | 03    |
| 6    | LIE  | 0– | 01 | 1  | 02    |
| 7    | ITA  | 0– | 01 | –  | 01    |
| 8    | CAN  | 0– | 0– | 2  | 02    |
| 9    | ESP  | 0– | 0– | 1  | 01    |

| Land | Land | 1. | 2. | 3. |
| ---- | ---- | -- | -- | -- |
| 1    | AUT  | 8  | 6  | 7  |
| 2    | FRA  | –  | 2  | 1  |

| Land | Land | 1. | 2. | 3. |
| ---- | ---- | -- | -- | -- |
| 1    | AUT  | 5  | 4  | 1  |
| 2    | SUI  | 1  | 1  | 1  |
| 3    | FRA  | 1  | –  | 2  |
| 3    | USA  | 1  | –  | 2  |
| 5    | FRG  | –  | 2  | –  |
| 6    | ITA  | –  | 1  | –  |
| 7    | LIE  | –  | –  | 1  |
| 7    | CAN  | –  | –  | 1  |

| Land | Land | 1. | 2. | 3. |
| ---- | ---- | -- | -- | -- |
| 1    | FRA  | 4  | 4  | 2  |
| 2    | FRG  | 2  | 3  | 2  |
| 3    | AUT  | 1  | –  | 1  |
| 3    | USA  | 1  | –  | 1  |
| 5    | LIE  | –  | 1  | –  |
| 6    | CAN  | –  | –  | 1  |
| 6    | ESP  | –  | –  | 1  |

### Herren
| Land | Land | 1. | 2. | 3. | Total |
| ---- | ---- | -- | -- | -- | ----- |
| 1    | SUI  | 6  | 6  | 4  | 16    |
| 2    | ITA  | 5  | 7  | 6  | 18    |
| 3    | AUT  | 4  | 8  | 5  | 17    |
| 4    | FRA  | 4  | –  | 3  | 07    |
| 5    | FRG  | 3  | 2  | 2  | 07    |
| 6    | NOR  | 1  | 1  | 1  | 03    |
| 6    | USA  | 1  | 1  | 1  | 03    |
| 8    | POL  | –  | –  | 1  | 01    |

| Land | Land | 1. | 2. | 3. |
| ---- | ---- | -- | -- | -- |
| 1    | SUI  | 6  | 3  | 2  |
| 2    | AUT  | 2  | 4  | 3  |
| 3    | ITA  | –  | 2  | 1  |
| 4    | USA  | –  | –  | 1  |

| Land | Land | 1. | 2. | 3. |
| ---- | ---- | -- | -- | -- |
| 1    | AUT  | 2  | 4  | 2  |
| 2    | ITA  | 2  | 1  | 3  |
| 3    | NOR  | 1  | 1  | 1  |
| 4    | FRA  | 1  | –  | 1  |
| 5    | FRG  | 1  | –  | –  |
| 5    | USA  | 1  | –  | –  |
| 7    | SUI  | –  | 2  | 1  |

| Land | Land | 1. | 2. | 3. |
| ---- | ---- | -- | -- | -- |
| 1    | ITA  | 3  | 4  | 2  |
| 2    | FRA  | 3  | –  | 2  |
| 3    | FRG  | 2  | 2  | 2  |
| 4    | SUI  | –  | 1  | 1  |
| 5    | USA  | –  | 1  | –  |
| 6    | POL  | –  | –  | 1  |

## Saisonverlauf

### Saisonplanung, Ermittlung der Weltcupsieger
Ähnlich der Formel 1 im Motorsport wurde die Saison in drei Perioden eingeteilt. Die erste dauerte bis Neujahr, die zweite bis Ende Januar und die dritte bis zum Finale. Bei den Herren zählten für den Gesamtweltcup von den ersten fünf Rennen drei, von den nächsten neun waren es fünf und aus den restlichen zehn wurden sechs herangezogen. Die Formel für die einzelnen Disziplinen war gleich wie in der Vorsaison: Es galten jeweils die besten 5 Resultate. Erstmals kam der Skiweltcup nach Japan, wo in dem 180 km von Tokio entfernten Wintersportort Naeba die letzten Saisonrennen (je 2 Slaloms und Riesenslaloms für Damen und Herren) ausgetragen wurden.

### Erstmals Dopingkontrollen
Zur Herrenabfahrt in Gröden waren erstmals in der Geschichte des alpinen Skirennsports Dopingkontrollen im Gespräch. Diese Kontrollen sollten bei je drei Europacup- und Weltcuprennen stattfinden und immer die drei Erstplatzierten sowie drei durch das Los zu bestimmende Läufer betreffen.

### FIS-Weltranglisten
Am 14. Dezember veröffentlichte die FIS die neuen Weltranglisten, in denen aber die Val-d’Isère-Resultate noch nicht berücksichtigt (und die ÖSV-Herren, im Gegensatz zu deren weiblichen Kollegen, nicht gut platziert) waren:
Herren:
- Abfahrt: Bernhard Russi vor Henri Duvillard, Franz Vogler; Rang 12 Karl Cordin.
- Riesenslalom: Edmund Bruggmann vor Gustav Thöni, Patrick Russel; Rang 7 David Zwilling.
- Slalom: Roland Thöni vor Gustav Thöni, Jean-Noël Augert; Rang 11 Harald Rofner.

Damen:
- Abfahrt: Annemarie Pröll vor Jacqueline Rouvier, Marie-Theres Nadig.
- Riesenslalom: Annemarie Pröll vor Britt Lafforgue, Marie-Theres Nadig.
- Slalom: Rosi Mittermaier vor Britt Lafforgue, Danièle Debernard; Rang 5 Annemarie Pröll.[2]

Am 15. Februar wurde in Innsbruck die neue Punkteliste veröffentlicht.

Herren:

Abfahrt: 1) Russi & Collombin, 3) Tritscher; weiters 5) Varallo, 7) Duvillard, 8) Vogler, 10) Cochran, 15) Klammer.

Riesenslalom: 1) Bruggmann, 2) Hinterseer, 3) Gustav Thöni, 4) Håker, 5) Russel; weiters 10) Gros, 13) Bachleda.

Slalom: 1) Roland Thöni & Neureuther, 3) Gustav Thöni, 4) Jean-Noël Augert; weiters 7) Bachleda, 8) Tresch, 10) Fernandez-Ochoa.
Damen:

Abfahrt: 1) Pröll, 2) Rouvier, 3) Drexel, 4) Nadig, 5) Mir, 6) Corrock; weiters 9) Bernadette Zurbriggen, 11) Laurie Kreiner, 12) Poulsen, 14) Rosi Mittermaier.

Riesenslalom: 1) Pröll & Kaserer, 3) Britt Lafforgue, 4) Treichl, 5) Nadig; weiters 7) Rosi Mittermaier, 9) Marilyn Cochran, 12) Wenzel, 15) Clifford.

Slalom: 1) Rosi Mittermaier, 2) Britt Lafforgue, 3) Pamela Behr, 4) Debernard, 7) Pröll, 8) Puig, 14) Crawford.

### Absagen, Verschiebungen
Allgemein:
- Das Programm des (traditionellen) Saisonauftakts in Val-d’Isère wurde wegen der ungünstigen Schneeverhältnisse leicht abgeändert und am 7. Dezember mit der Damen-Abfahrt (statt des Herren-Riesenslaloms) begonnen. Zu den Rennen hatten 100 Herren und 80 Damen genannt. Das ursprüngliche Programm hatte schon für den 6. Dezember den Damen-Slalom, den 7. Dezember den Herren-Riesenslalom (in zwei Durchgängen), den 9. Dezember die Damen-Abfahrt vorgesehen.[5][6][7]
- Der Herrenslalom in Naeba wegen Schneesturms vom 14. auf den 15. März, womit es dort an diesem Tag zwei Rennen gab, weil auch die Damen den Riesenslalom austrugen.[8]

Herren:
- Bei den Lauberhorn-Rennen die Besonderheit, dass die Abfahrt praktisch auf die andere Seite des Berges – auf das Oberjoch in Grindelwald – verlegt werden musste; der Slalom fand auf der „Kleinen Scheidegg“ statt.[9]

Damen:
- Für den 3. Januar war bei den Damen ein Riesenslalom in Maribor geplant, der aber wegen Schneemangels entfiel.[10] Dieses Rennen wurde am 21. Januar in Les Contamines nachgeholt.[11]
- Die für 9. Februar mit Start um 12 h geplante Abfahrt um das „Weiße Band von St. Moritz“ musste wegen Nebels auf den 10. Februar verschoben werden, was danach eine „Autohetzjagd“ zum am 11. Februar in Abetone stattfindenden Riesenslalom bewirkte.[12][13][14]

### Premierensiege
Herren:
- Mit seinem Riesenslalomsieg in Val-d’Isère am 8. Dezember 1972, dies mit Startnummer 45, wurde Piero Gros mit 18 Jahren, einem Monat und 9 Tagen der jüngste Weltcup-Rennsieger.[15] Mit Stand Saisonende 2018/19 ist er es nach wie vor – dies auch im Slalom, den er einige Tage später mit Startnummer 42 in Madonna di Campiglio gewann.[16] (Gros war in Val-d’Isère schon nach dem ersten Lauf Zweiter gewesen und auf Grund der „Bibbo-Regel“ kam er im zweiten Durchgang mit Start-Nr. 13 an die Reihe.[17])
- Christian Neureuther beim Lauberhornslalom am 14. Januar.
- Werner Grissmann (mit hoher Startnummer 37) in der Abfahrt von St. Moritz.
- Max Rieger mit dem überhaupt ersten und danach lange nicht mehr vorgekommenen Sieg eines Läufers des DSV in einem Riesenslalom am 2./3. März in Mont Sainte-Anne. (Erst Felix Neureuther am 14. Januar 2014 in Adelboden war der nächste DSV-Läufer mit einem Weltcupsieg in dieser Disziplin, obwohl anderseits Markus Wasmeier mit Weltmeisterschaftsgold 1985 und Olympiagold 1994 aufwarten hatte können.) – Rieger kam mit Nr. 24 von Rang 9 (nach dem 1. Lauf mit 1:32,37 um 1,08 s hinter dem Führenden Franz Klammer) zum Sieg. Bernhard Russi erreichte mit Start-Nr. 32 den 12. Rang. Thöni mit Rang 36 und Zwilling mit 23 erlitten im Kampf um die Weltcupkugeln eine Schlappe.[18]
- Hansi Hinterseer am 8. März beim Riesenslalom in Anchorage.
- Bob Cochran beim Riesenslalom zum Saisonabschluss am 24. März in Heavenly Valley. Es war dies ein wahrlicher Überraschungssieg gewesen, da Cochran aus der dritten Startgruppe kam; schon nach dem ersten Durchgang war er auf Rang 6 (mit 1.44,39 gegenüber Laufsieger Thöni mit 1:42,93) gelegen, im 2. Durchgang fuhr er 1:23,88 (Thöni 1:26,33).[19]

Damen:
- Zwar wurde Pamela Behr mit ihrem einzigen Sieg überhaupt – nur einen Tag nach Piero Gros im Slalom von Val-d’Isère – zum damaligen Zeitpunkt jüngste Damensiegerin (16 Jahre, 2 Monate, 18 Tage)[20], doch avancierte ihre Landsfrau Christa Zechmeister ein Jahr später (auch im Val-d'Isère-Slalom, 7. Dezember 1973) zur bislang (Saisonende 2018/19) jüngsten Siegerin der Geschichte (16 Jahre, 3 Tage).
- Eine weitere neue Siegerin war Patricia Emonet, der gleich vier Siege gelangen: der erste im Riesenslalom am 2. Januar in Maribor; danach drei im Slalom, weshalb sie die diesbezügliche Disziplinenwertung im Weltcup gewann.
- Monika Kaserers erster Rennsieg am 17. Januar in Grindelwald kam deshalb unerwartet, weil er in dem eigentlich für sie schon verloren geglaubten Slalom erfolgte.[21]

### Änderungen in den FIS-Reglements
Bei den Sitzungen Ende September 1972 in St. Moritz wurden die Qualifikationsslaloms bei Weltmeisterschaften und Olympischen Spielen abgeschafft. Was den Weltcup betrifft, wurde beschlossen, auch den Slalom mit der schon ab der Vorsaison für den Riesenslalom geltenden sogenannten „Bibbo-Regel“ durchzuführen, allerdings zur „Erprobung“ vorerst nur im Europacup und sonstigen internationalen Konkurrenzen. Vorerst blieb aber die Regelung aufrecht, wonach im 2. Durchgang zuerst die 15 gesetzten Läufer der Gruppe 1 in umgekehrter Startreihenfolge, danach die übrigen Läufer nach den im ersten Lauf erzielten Zeiten ins Rennen geschickt wurden. Letztlich wurde für die europäischen Skinationen der Heimvorteil des erhöhten Teilnehmerkontingents abgeschafft (nur in den USA, in Kanada und Japan war es den Veranstaltern erlaubt, bei geringer europäischer Beteiligung die Starterzahl aufzufüllen). Als Qualifikationslimite galten höchstens 30 FIS-Punkte bei den Herren und 50 bei den Damen. Höchstens sollten zehn Damen und Herren, die diese Limite aufwiesen, delegiert werden können, aber jedes Land durfte zwei nominieren, auch wenn diese nicht die Erfordernisse erbrachten. Der Sekundärbewerb Europacup lief sogar bis 6. April (Finale in Pra Loup); die Herren begannen am 2./3. Dezember in Courchevel, die Damen erste eine Woche später in Obertauern.
Angedacht war auch ein vom FIS-Vorstand schon für den Winter 1971/72 geplant gewesener sogenannter „Open Cup“, der nach nunmehr abgeänderten Richtlinien ein Parallelslalom mit drei Läufern (zwei Amateure, ein Profi – der Profi sollte dabei gegen den Profi des Konkurrenzteams antreten) sein, wobei diese Bewerbe jeweils nach einem Weltcuprennen am selben Ort (Viertelfinale in Val-d’Isère oder St. Anton am Arlberg, Halbfinale in St. Moritz oder Gröden, eventuell Madonna di Campiglio, Finale bei personeller und finanzieller Zustimmung der US-Veranstalter in Heavenly Valley, sonst Madonna di Campiglio), ausgerichtet werden sollten. (Das Projekt blieb aber letztlich im Planungsstadium stehen.)

### Neuaufstellungen bei diversen Skiverbänden
- Am 17. Juni 1972 wurde der gerade erst vom Rennsport zurückgetretene Heini Messner von der ÖSV-Rennsportkommission in Kitzbühel zum neuen Trainer des Damenteams bestellt, während sein Vorgänger Karl Kahr den Herren-B-Kader übernahm. Insgesamt stand der Verband speziell im Herrenbereich mit einer übermäßigen Portion an Ungewissheit vor dem neuen Rennwinter, da die bisherigen Siegläufer (Schranz, Messner) aufgehört hatten, so galten Karl Cordin und Josef Loidl als die Hoffnungsträger in der Abfahrt. Bei den Vorbereitungen der Damen standen mehrere Läuferinnen verletzungsbedingt nicht zur Verfügung.[24][25] Eine weitere Maßnahme richtete sich in Form von strengeren Maßnahmen gegen Läufer, die gegen die Disziplin verstoßen; es waren nicht nur Verweise, Verwarnungen, zeitlich begrenzte oder unbegrenzte Ausschlüsse von Trainings und Wettkämpfen möglich, sondern auch Geldstrafen bis zu 10.000 Schilling (1.500 DM). Fraglich war allerdings, inwieweit die Rennläufer, die als Amateure galten, zu Geldstrafen verurteilt werden könnten.[26]
- Mitte Juli waren die Techniker-Herren nach Australien geflogen, die Abfahrer starteten am 16. August nach Chile. Sowohl der A- als auch B-Kader der Damen begab sich am Morgen des 1. August nach Cervinia zu einem bis 13. August dauernden intensiven Slalom- und Riesenslalomtraining.[27]
- Wenngleich von Verbandsseite beteuert wurde, dass „alle an einem Strick ziehen würden“, entwickelte sich hinter den Kulissen im „Austria Racing Team“ („ART“) ein Reklamekrieg, und es war nach den Abfahrts-Sommertrainings in Portillo und jenen der Techniker in Australien (Kosten 10 Millionen Schilling) aus „offenen Briefen“ der Skifabrikanten Kneissl und Fischer ersichtlich, dass die Firmeninteressen dominierten. Bei einer Einladung durch den Salzburger Presseklub im Hotel „Europa“ in Salzburg am 20. November räumte Toni Sailer, der technische Direktor des ÖSV, ein, dass Chile umstritten ist, nicht nötig war, denn daheim hätte es abnormal gute Bedingungen gegeben. Verbandspräsident Schlick führte zu zwei bislang stets umstrittenen Punkten, aus, dass diese nun eindeutig umrissen seien, und zwar die Selektionierungen der Mannschaften durch den Sportwart im Einvernehmen mit dem technischen Direktor und das Wachsen der Skier durch die Trainer.[28][29]
- Beim SSV-Herrenteam gingen Edmund Bruggmann und Werner Mattle – nach überstandenen Meniskusoperationen – rekonvaleszent in die Saison. Es fehlte allerdings  Manfred Jakober, der sich im Training eine Bänderverletzung zugezogen hatte.[30][31]
- Bei der in Bruchsal veranstalteten Hauptversammlung des Deutschen Skiverbandes wurde die Führungsspitze durch einen dritten Vizepräsidenten erweitert, Alpin-Sportwart Heinz Krecek wurde mit der Leitung des Wirtschaftsreferats beauftragt, Oskar Fischer (Oberstdorf) übernahm dessen bisherige Position. Der Trainerstab blieb mit Harald Schönhaar (Herren) und Klaus Mayr (Damen) sowie Kuno Meßmann (Technischer Leiter) unverändert.[32][33]
- Der französische Verband installierte, angesichts der nicht zustande gekommenen Erfolge bei den Olympischen Winterspielen 1972 in Sapporo, Anfang Juli in Alpe d’Huez mit dem 1923 in Grenoble geborenen Georges Jaubert und Jean Vuarnet ein neues Trainerteam für die Herren, wobei Jaubert von den Praktiken der bisherigen Betreuer Jean Beranger und Rene Sulpice abwich und sich für eine wissenschaftlichere Methode (unter anderem sollten weniger Trainingstage dem Team mehr Freude am Skifahren bringen) aussprach.
- Neuer Direktor der Damenmannschaft wurde Gaston Perret, der als Herrentrainer bisher wenig erfolgreich gewesen war und der auf Grund eines großen Umbaus (Karriereende mehrerer Captain-Girls (Florence Steurer, Annie Famose, Jocelyn Périllat), zuletzt etwas unerwartet noch Françoise Macchi; die junge Generation mit Fabienne Serrat galt noch zu unerfahren, Jacqueline Rouvier schien für eine Leaderrolle „zu zart“, ein Fragezeichen stand über Isabelle Mir) und auch von Revanchegedanken seitens Ingrid Lafforgues vor große Probleme gestellt war.[34][35]
- Der italienische Verband FISI musste den Abschied des nach Frankreich zurückgekehrten Alpindirektor (und offensichtlich bei den Rennläufern wenig beliebten) Jean Vuarnet hinnehmen; Mario Cotelli folgte nach. Eine bis 31. Dezember verhängte Sperre gegen die Abfahrer Stefano Anzi und Giuliano Besson wurde aufgehoben. Sie hatten die Arbeit des neuen Teamchefs Mario Cotelli kritisiert. (Quellenhinweis siehe bitte zu Manfred Jakober; >„Auch Jakober noch nicht fit“. In «Salzburger Nachrichten» Nr. 276 vom 29. November 1972, S. 11; POS.: Spalten 2 und 3, unten) Kritisiert wurde, dass kein Neubeginn bei der Damenabteilung initiiert wurde, bei der – nach den Rücktritten von Clotilde Fasolis und Maria Roberta Schranz – nur mehr Elena Matous übrig geblieben war, die jedoch als gerade noch für den internationalen Skisport vertretbar bezeichnet wurde. Allerdings wechselte Matous noch vor Saisonbeginn, zusammen mit einer weiteren aussichtsreichen Rennläuferin, nämlich Roberta Quaglia, zum Verband von San Marino. Damit wurde dieser Zwergstaat als bisheriges Mitglied der FISI zum 50. Mitglied der FIS.[36][37]
- Neun Läufer, darunter die Thöni-Cousins, Herbert Plank, Marcello Varallo begaben sich – nach einem letzten Konditionstraining in Madonna di Campiglio – am 1. August zu einem bis 23. August dauernden Training in Chile.[38]

### Sonstige Ereignisse
- Die ÖSV-Läufer hatten urplötzlich Probleme wegen ihrer Skischuhe, denn die US-Firma Lange, deren Produkte hauptsächlich in Verwendung gestanden waren, hatte sich aus dem Österreichischen Skipool zurückgezogen. Dies wurde mit Rationalisierungsmaßnahmen begründet, doch in eingeweihten Kreisen sprach man von einer gegen den ÖSV gerichteten gezielten Aktion, denn Lange hielt ihre Poolzugehörigkeit beim SSV, DSV und bei der F.I.S.I. weiter aufrecht.[39]
- Vor dem Saisonstart war Karl Schranz von seiner Skifirma am 30. November mit einem Ehrenring ausgezeichnet worden[40]
- In Val-d’Isère wurde der „Goldene Ski 1971/72“ an Bernhard Russi überreicht.[41]
- Titelverteidigerin Annemarie Pröll leitete mit ihrem Sieg im ersten Saisonrennen eine bis dahin nie da gewesene Serie ein, indem sie alle acht Saisonabfahrten (und überdies noch drei weitere in der Folgesaison) gewann – und insgesamt mit drei Siegen im Riesenslalom elfmal erfolgreich war.
- Sowohl die Kanadierin Laurie Kreiner als auch die österreichische Läuferin Sigrid Eberle durften bei dieser Abfahrt wegen Behinderungen ihre Läufe wiederholen, kamen aber trotzdem mit den Rängen 13 und 14 zu keinen Weltcuppunkten. Außerdem verhinderten die Französinnen Jacqueline Rouvier auf Rang 2 und Isabelle Mir auf Rang 7 einen Siebenfach-Sieg der ÖSV-Damen[42]
- Es war zwar kein Premierensieg, aber sein erster und einziger Abfahrtssieg und dies ebenfalls mit Startnummer 45: Reinhard Tritscher entschied am 10. Dezember 1972 die Abfahrt von Val-d’Isère für sich, wobei vorerst bereits David Zwilling mit hoher Startnummer 39 die »Siegesparty« von Marcello Varallo (Start-Nr. 02) vor Roland Collombin (Nr. 13) und Karl Cordin (Nr. 12) bereits gestört hatte, als er gleich mit 0,63 s Vorsprung die Führung übernahm. Tritscher war dann nochmals um 14 Hundertstel Sekunden schneller als sein Teamkollege. Varallo hatte zwar am 9. Februar 1971 in der Abfahrt bei der Olympiageneralprobe in Sapporo gesiegt, was aber nicht mit einem Sieg im Weltcup vergleichbar war.[43][44][45]
- Beim Damen-Slalom in Maribor (2. Januar) durfte die spätere Siegerin Patricia Emonet den von Heini Messner ausgesteckten 2. Lauf wiederholen, weil sie durch einen Zuseher behindert worden war. Das Rennen war von enorm vielen Ausfällen, darunter auch Annemarie Pröll und Monika Kaserer, gekennzeichnet (von der Schweiz kam nur Rita Schnider als Neunte, von Österreich Helene Graswander als Zehnte in die Punkteränge; demgegenüber brillierte das deutsche Team mit drei Läuferinnen im Spitzenfeld). Schon nach dem 1. Lauf waren nur 23 gewertet worden und letztlich kamen lediglich 14 ins Klassement.[46]
- Beim Lauberhorn-Slalom kam keiner der ÖSV-Herren in die Punkteränge (David Zwilling war auf Rang 11 der Beste) – und für Deutschland wäre sogar ein Doppelsieg möglich gewesen, denn nach dem ersten Durchgang hatte Max Rieger überlegen geführt, aber den zweiten Lauf verbremst. Aber auch Sieger Christian Neureuther musste sich den Erfolg hart erkämpfen, denn er war im ersten Lauf von einem Torrichter behindert worden, weshalb ihm eine Wiederholung gestattet wurde – und nach dem 2. Durchgang war von einem Torfehler die Rede gewesen, doch nach einem Protest wurde der Garmisch-Partenkirchener wieder in die Wertung aufgenommen (Quelle siehe bitte unter[47])
- Die Abfahrt der Damen in Grindelwald am 16. Januar war ein «Neuschneerennen», wobei Nebel die Sicht behinderte und bei dem die Zeitunterschiede nicht normal waren – «normal» war nur ein erneuter Sieg von Annemarie Pröll, lediglich die Zweitplatzierte Wiltrud Drexel konnte mit 0,58 s Differenz mithalten, bereits die Dritte, Brigitte Totschnig hatte 5,33 s aufgerissen – die Zehnte, Riittal Olikka aus Finnland, war 10,24 s zurück. Arg gebeutelte wurde Abfahrts-As Isabelle Mir – die Französin, die (wie auch einige andere Läuferinnen wohl auch das falsche Wachs aufgetragen hatte) kam auf den 47. und somit vorletzten Platz mit 24,34 s Rückstand. Möglicherweise hatten die Startnummern einen kleinen Einfluss: Während die Siegerin die Nr. 14 trug, waren die Nächstplatzierten mit 8, 9, 4 und 5 ins Rennen gegangen. Gemessen an den Zeiten (Pröll: 2:27,92) war es eine der längsten Abfahrten der letzten Jahre gewesen.[48]
- Die Rennen aus Frankreich litten erneut unter dem Desinteresse von ORTF; das Fernsehen zeigte zwar den Herren-Riesenslalom in Megève, aber es fehlten teilweise die Namens- und Zeiteinblendungen – und es gab keine Leitungen für die ausländischen Kommentatoren. Sowohl der Herren-Slalom in Megève als auch die Damen-Riesenslaloms in Saint-Gervais-les-Bains sowie in Les Contamines wurden nicht gezeigt, nicht einmal für Radio-Direktübertragungen waren Telefonleitungen aufgebaut worden. Der ORF konnte nur zeitversetzt im Rahmen des «Ö3-Magazins» berichten.[49][50]
- Der Damen-Riesenslalom von St. Gervais wurde ausnahmsweise in zwei Durchgängen gefahren; Grund war die Kürze des Laufes (Siegerin Pröll fuhr 1:13,61 und 1:13,69).[51]
- Die Kandahar-Rennen wurden an zwei unterschiedlichen Orten gefahren: Die Damen kamen noch in der zweiten Rennperiode in Chamonix (25. Januar) an die Reihe, während die Herren erst eine Woche später (und somit in der dritten Periode) diese in St. Anton (3. Februar) absolvierten.
- Diese am 3. Februar ausgetragene Kandahar-Abfahrt in St. Anton wies mehrere Auffälligkeiten auf: Vorerst war auf Wunsch des Schweizer FIS-Delegierten Fuchs das Ziel um 25 m nach oben versetzt worden (Streckenlänge daher 3.875 m), womit durch einen größeren Auslauf mehr Sicherheit gewährleistet sein sollte, dann war sie wegen Nebels gefährdet. Das italienische Team wollte den Start verhindern, weil das obligatorische «Nonstop-Procedere» auszufallen drohte (und tatsächlich ausfiel) und taktische Strategien dahinter zu stecken schienen, denn es ging um die Weltcup-Gesamtführung Gustav Thöni gegen Roland Collombin (der Schweizer fiel jedoch durch Sturz aus); die geplante Startzeit 12.30 h wurde vorerst auf 13 h verschoben. Zudem war es die erste Podestplatzierung für Franz Klammer, der mit Start-Nr. 22 und 0,09 s Rückstand auf Rang 2 fuhr. Die Abfahrt zog ein großes Medieninteresse nach sich, denn 350 Berichterstatter, Fotoreporter und Kommentatoren hatten sich im Pressebüro eingefunden, der ORF stellte 102 Techniker und bot einen Farbfernsehzug und Hubschrauber auf. Allein für die Abfahrt wurden 30.000 Blatt Papier für Ergebnisse, Startlisten und sonstiges verbraucht und bei den Telefonaten wurden von den Journalisten rund 36.000 Einheiten „verquasselt“. Der finanzielle Gesamtaufwand für den Veranstalter belief sich auf 1,6 Millionen Schilling. Hinsichtlich des Sturzes von Roland Collombin wurde sogar der Verdacht von Sabotage bei dessen Bindung geäußert, doch ergaben Untersuchungen, dass die Funktion des Fersenautomaten beim Sturz einwandfrei war. Die Rekonstruktionen ließen vermuten, dass der Läufer von der Piste abgetrieben und im nicht präparierten Teil in Schlaglöcher geraten war.[52][53][54][55][56]
- Bei der Moritz-Abfahrt der Damen (10. Februar) waren die drei ersten Startnummern (Christine Rolland, Rosi Mittermaier – als Nonstop-Zweite wurde sie Vierzigste, Kathy Kreiner) wegen der noch mit Neuschnee gefüllten Piste im Nachteil (das Rennen war gegenüber dem Training um 10 Sekunden langsamer), zudem verfügten die ÖSV-Damen generell über einen schnellen Ski. Die besser werdenden Sichtverhältnisse ließen ab Nr. 41 (Sigrid Eberle kam auf Rang 6) das Rennen nochmals spannend werden – auch Giordani (42), Schnider (43) und Paola Hofer (46) auf den Rängen 5, 8 und 9 profitierten. Kurios war die Situation vor dem Rennen, denn es fehlten die Österreicherinnen. Diese saßen 30 Minuten vor dem Start noch im Hotel, weil sie an eine erneute Absage glaubten. Mit 200 eingesetzten Sprechfunkgeräten, eine Sondereskorte der Polizei und dem Anhalten des Suvretta-Skiliftes gelang es, die Startzeit mit nur einer zehnminütigen Verspätung einzuhalten; nur die erste ÖSV-Läuferin, Nr. 4 Brigitte Totschnig, ging etwas unvorbereitet ins Rennen.[57][58]
- Beim an anderer Stelle genannten Premierensieg von Werner Grissmann in St. Moritz gab es einen österreichischen Vierfach-Sieg mit weiters Walcher (Start-Nr. 35), Klammer (Nr. 25) und Zwilling (Nr. 28) – und nur Franco Bieler (Nr. 38) auf Rang 5 verhinderte einen 7-fach-Erfolg. Es hatten die hohen Startnummern das Glück gezogen. Der vorerst als Sieger gehandelte Italiener Marcello Varallo (N° 06) wurde letztlich auf Rang 15 zurückgespült (es wäre sein erster und, in der Retrospektive gesehen, einziger Weltcupsieg gewesen). Sogar der Finne Pertti Ruuskanen (N° 63) kam noch auf den 14. Platz. Der mit N° 01 gestartete René Berthod war chancenlos und belegte Rang 58 von 61 gewerteten Läufern (hatte eine Zeit von 2:24,94; im Vergleich Grissmann: 2:06,06). Zuerst schien mit N° 17 Reinhard Tritscher, der bereits Überraschungs-Sieger am 10. Dezember 1972 in Val-d’Isère gewesen war, das Rennen gewinnen zu können; dann übernahm Franz Klammer die Spitze und hernach Sepp Walcher; Werner Grissmann setzte aber klar einen drauf, war um 1,62 s schneller als Walcher.
Und Varallo hatte damit im laufenden Rennsportwinter erneutes Pech: Wiederum schien er einem Sieg nahe zu sein – Sieger Grissmann war letztlich um unglaubliche 5,40 s schneller als der Italiener.
- Insgesamt eklatante Slalomschwäche beim ÖSV: die Herren erreichten keine Podestplatzierungen (blieben seit 17. März 1969 überhaupt sieglos), die Damen wenigstens einen Sieg (zugleich der schon erwähnte erste Kaserer-Sieg in Grindelwald) und einen dritten Platz. Demgegenüber ließ das Damenteam in der Abfahrt der Konkurrenz (das war jeweils Frankreich) von 24 Möglichkeiten nur drei
- Die 2,96 Sekunden, mit denen Annemarie Pröll am 25. Januar in Chamonix die Abfahrt gegenüber ihrer Teamkollegin Wiltrud Drexel gewann, sind bis dato (Saisonende 2018/19) der größte Vorsprung, mit dem eine Damenabfahrt im Weltcup gewonnen wurde.

### Der Amateurparagraph
Das Thema «Amateurparagraph» war nicht zu vermeiden:

FIS-Präsident Marc Hodler äußerte den Gedanken einer Zweiteilung zwischen solchen Rennläufern (es waren dies wahrscheinlich zum damaligen Zeitpunkt wirklich nur die Herren der Schöpfung), die Geld nehmen, und solchen, die es nicht tun – wobei nur letztere Kategorie auch für die Olympischen Spiele startberechtigt sei. Der neue IOC-Präsident Lord Killanin, der zuvor ob des negativen Referendums für die Olympischen Winterspiele 1976 in Denver davon gesprochen hatte, dass „die Tage der Winterspiele gezählt sind“, nun aber in einem Interview mit der sowjetischen Sportzeitung «Sowjetski Sport» für den Weiterbestand war, sprach sich für eine Neufassung des betreffenden «Paragraphen 26» aus.

### Verletzungen
Herren:
- Von Patrick Russel kam die Meldung, dass er nochmals operiert werden musste, ansonsten war seine Karriere gefährdet; er hatte bei den Trainings in Val-d’Isère an seinem in Berchtesgaden gebrochenen Bein arge Schmerzen verspürt.[61]
- Erwin Stricker brach nach dem ersten Durchgang des Riesenslaloms in Val-d’Isère zusammen (Kreislaufkollaps) und wurde am Abend ins Krankenhaus gebracht. Dies rührte aus dem Jahr 1969 her, als er bei einem Training auf der Stelvio eine schwere Verletzung erlitten hatte, als eine gebrochene Slalomstange seine Lunge durchbohrt hatte.[62]
- Beim Abfahrtstraining am 4. Januar in Garmisch-Partenkirchen übersah Josef Loidl im Nebel eine Bodenwelle, kam zu Sturz und zog sich einen Bruch der linken Speiche zu.[63]
- Ein bereits gemeldetes vorzeitiges Saisonende für Karl Cordin, der sich bei der Kitzbühel-Abfahrt (Sturz an der Hausbergkante) verletzt hatte[64][65], konnte durch von Murr verabreichte Injektionen verhindert werden.[66][67]
- Der Sturz von Roland Collombin bei der Abfahrt in St. Anton (im oberen Streckenteil war ihm die Bindung aufgegangen) ist unter dem tieferstehenden Artikel über die Weltcupentscheidungen und unter "Sonstige Ereignisse" ausführlich behandelt.

Damen:
- Beim Abfahrtstraining in Schruns gab es am 30. Januar zahlreiche Stürze, wovon Hanni Wenzel am schwersten betroffen war. Die Liechtensteinerin stürzte kurz nach der „Hubertusabzweigung“ (etwa 1 km nach dem Start) und prallte an den angrenzenden Lattenzaun. Sie erlitt Zerrungen beider Wadenmuskeln und konnte zum Rennen nicht starten. Die Rennen waren vorerst für Tschagguns geplant, jedoch Schneemangel und die Garantie der TV-Übertragungen durch die Eurovision brachte eine Verlegung auf die Kapall-Abfahrt zwischen Sennigrat und dem Kropfen.[68][69]

### Weltcupentscheidungen
Herren:

Nach der zweiten Periode führte zwar Roland Collombin mit den aus den Abfahrten erreichten 131 Punkten vor Gustav Thöni und David Zwilling (ex aequo 104 Zähler), Bernhard Russi (81), Piero Gros (69), Henri Duvillard (67) und Christian Neureuther (65), doch angesichts des folgenden Programms, in dem es nur mehr zwei Abfahrten gab, demgegenüber aber je vier Riesenslaloms und Slaloms am Programm standen, galt Titelverteidiger Gustav Thöni eindeutig als Favorit. Da es dem Südtiroler aber nicht ganz nach Wunsch lief, hätte Collombin tatsächlich den Gesamtweltcup holen können (mit bereits einem zweiten und dritten Platz in den Abfahrten in St. Anton und St. Moritz hätte er dieselbe Endpunktezahl wie Thöni erreichen können), doch der Westschweizer hatte riesiges Pech: Der Sturz in St. Anton hatte eine Verletzung zur Folge, auf Grund derer er die Woche später im Heimrennen in St. Moritz nicht starten konnte und er das vorzeitige Saisonende bekanntgab. So reduzierte sich die Entscheidungsfindung auf einen Zweikampf Thöni gegen David Zwilling.
Nach dem Riesenslalom von Anchorage, wo der Salzburger, als Zwölfter nach dem ersten Lauf, noch auf Rang 9 vorstoßen und zwei Zähler holen konnte (Gustav Thöni fiel dadurch von Rang 10 noch auf 11 zurück und blieb punktelos), gab es einen Zwischenstand 154 zu 139 zugunsten des Südtirolers. und weil beim Riesenslalom in Naeba Zwilling auf Rang 7 kam (Thöni im ersten Durchgang wegen eines Torfehlers disqualifiziert worden war) verringerte sich der Rückstand auf 7 Punkte.
Der Herrenslalom am 14. März musste wegen Schneesturms verschoben werden, so dass es am 15. März sowohl diesen als auch Damen-Riesenslalom gab Die Entscheidung wurde aber vertagt, weil sowohl Thöni als auch Zwilling ausschieden. Nach dem Slalom in Naeba war Zwilling mit Rang 6 sogar auf vier Punkte an den Südtiroler herangekommen, doch im Riesenslalom holte Thöni mit seinem vierten Platz die volle Punktezahl, die ihn beinahe uneinholbar machten (da war es egal, dass Zwillings Rang 8 ein Streichresultat war, denn er hätte mindestens Rang 2 benötigt) – doch schon nach dem ersten Durchgang hatte Thöni als Führender 1,36 s Vorsprung auf Zwilling (Zwischenrang 4) gehabt, so dass ihm ein kontrollierter zweiter Lauf reichte. Zwilling konnte nur 0,08 s aufholen, doch fiel er zurück – u. a. deswegen, weil der auf Rang 6 platzierte Cochran noch mit deutlicher Laufbestzeit zum Sieg fuhr; dieses „Exploit“ hätte Zwilling benötigt, um Thöni noch zu verdrängen, doch – so schreibt es der «Kurier Wien» in seiner Ausgabe vom 25. März 1973 unter der Überschrift „Weltcup zum dritten Male an Gustav Thöni“ – „hatte ihn die Nervenschlacht um den Weltcupsieg doch schon zu sehr zermürbt“.
Zwilling hatte die ihm fehlenden Punkte am ehestens am «Kitzbühel-Wochenende» versäumt, als er sowohl in der Abfahrt als auch im Slalom gestürzt war; allerdings hatte er überhaupt in den neun Rennen der zweiten Periode nur fünfmal von sieben Möglichkeiten gepunktet, u. zw. 22 Punkte (8/8/6/0) in der Abfahrt, 11 im Riesenslalom (0/11) und auch 11 im Slalom (0/11/0). – Thöni kam anderseits zwar nur im Riesenslalom und Slalom zu Punkten, wobei er in besagter zweiter Periode 40 Punkte im Riesenslalom (25/15) und auch 40 im Slalom (0/20/20) gewann, was ihn doch ein Punkteplus von 36 eingebracht hatte – praktisch waren es somit sicherlich auch die gut dotierten Spitzenplätze, die zugunsten des Gesamtsieger den Ausschlag gaben.
Abfahrt:

Roland Collombin hatte mit Rang 2 in Grindelwald den Sieg mit bereits erreichten 106 Punkten schon in der Tasche, denn Teamkollege Bernhard Russi wies nur 57 Punkte auf – und nach der Hahnenkamm-Abfahrt (Sieg Collombin vor Russi) waren auch alle theoretischen Möglichkeiten ausgeräumt – 120 Punkte Collombin, 77 Russi, der mit zwei Siegen (St. Anton, St. Moritz) wegen der Streichpunkte nur mehr 29 Punkte hätte holen können.
Riesenslalom:

Nach zwei Rennperioden (damit der Hälfte des Pensums) war noch alles offen: Hansi Hinterseer führte mit 46 Punkten vor Henri Duvillard und Gustav Thöni (je 44), Helmut Schmalzl (41), David Zwilling (36), Erik Håker (35), Piero Gros (33) und Adolf Rösti (20), aber es hätte da auch jeder mit bislang Null Punkten noch diesen Disziplinen-Weltcup holen können. Hinterseer zeigte dann aber in Übersee mit einem Sieg und zwei zweiten Plätzen seine Dominanz, während die unmittelbaren Verfolger gar nicht oder nicht entscheidend zulegen konnten: Sowohl Thöni (Rang 4 im Schlussrennen) als auch Duvillard (Rang 9 in Naeba) und Schmalzl (Rang 6 in Naeba; zuvor in Anchorage war sein Bruder Eberhard Siebter geworden…) blieben sonst jeweils punktelos. Die weiteren Serien Zwillings (Ausfall in Mont Sainte-Anne und danach nur die Ränge 9, 5 und 8) und von Gros (Ränge 5, 8 und 4 sowie Ausfall in Heavenly Valley) waren matt. Håker konnte zwar in Naeba gewinnen, dazu Rang 4 zuvor in Anchorage brachten ihn noch auf Rang 2 in der Endabrechnung. Rösti kam durch seine relativ gute Serie mit den Rängen 4, 2 und 3 noch auf Endrang 3 – es hätte zumindest noch Rang 2 sein können, doch konnte er Håker’s Ausfall in Heavenly Valley nicht nützen, weil er selbst auch nicht in die Punkteränge kam.
Slalom:

Wie im Riesenslalom, war auch hier zum Ende der zweiten Periode gleichzeitig die Hälfte absolviert – und Christian Neureuther lag mit all seinen insgesamt erreichten 65 Punkten vor Gustav Thöni (60), Walter Tresch (65), Piero Gros (36) und Jean-Noël Augert (25), der mit seinem Kitzbühel-Sieg überhaupt erstmals (nach seiner Verletzungspause) gepunktet hatte. Auch hier gab es theoretisch noch für alle Konkurrenten die Chance auf den Gewinn der «kleinen Kugel». Es entwickelte sich aber ein spannendes Kopf-an-Kopf-Rennen zwischen Neureuther und Thöni, wobei der Deutsche im Finish die Chance nicht ganz nützen konnte: Wohl belegte Neureuther in Anchorage Platz 2 und kam auf 103 Punkte (der Rückstand auf den gestürzten Thöni betrug 7 Punkte), doch in Naeba (erneuter Ausfall von Thöni) hatte er allerdings als Zweiter praktisch keine Chance gegen akkurat den nach den beigelegten französischen Streitigkeiten wiedererstarkten Augert gehabt, der ihn mit 1,90 s distanzierte – in Heavenly Valley gewann Augert erneut, doch hätte der Garmischer selbst siegen müssen.
Damen:
Gesamt:

Annemarie Pröll lag nach der zweiten Periode mit exakt 200 Punkten voran – in der dritten Periode konnten aus elf Rennen noch 150 Punkte geholt werden, somit hatte auch die momentan auf Rang 8 liegende Irmgard Lukasser mit 55 Zählern eine theoretische Chance, während Pamela Behr (45) auf Rang 9 schon aus dem Rennen war. Die «aussichtsreichste» Verfolgerin war Monika Kaserer (133); es gab dann wiederum eine Stufe mit Jacqueline Rouvier (86), Rosi Mittermaier (75) und Hanni Wenzel (65). Das offensichtlich nicht ganz reibungslose Duell Pröll gegen Kaserer bot natürlich auch Stoff für die Medien. Wenngleich Annemarie Pröll beim Riesenslalom in Anchorage (wo ihr theoretisch Rang 6 genügt hätte) ausschied, stand sie vorzeitig als Weltcupsiegerin fest; sie hatte zu diesem Zeitpunkt 278 Punkte und ihre Mannschaftskollegin Monika Kaserer (als Zweite dieses Rennens) 182
Abfahrt:

Annemarie Pröll hatte die Entscheidung schon nach Grindelwald geschafft – die drei weiteren Siege verdeutlichten ihre Dominanz
Riesenslalom:

Monika Kaserer errang zwar «nur» zwei Siege (im Vergleich zu Pröll mit drei), sie war auch die einzige, die in allen acht Rennen in die Punkteränge kam. Allerdings hatte auch Pröll nur eine «Null» (Anchorage) kassiert, doch in Summe waren es doch die vielen «Big Points» von Kaserer (von den weiteren vier zweiten Plätzen fiel einer ohnehin in die Streichregelung), die Kaserer zur überlegenen Siegerin kürten. Zwar waren auch Hanni Wenzel und Patricia Emonet recht beständig gewesen, doch sie konnten in das Österreicherinnen-Duell genauso wenig eingreifen wie Traudl Treichl, die mit ihren beiden zweiten Plätzen in Les Contamines und Abetone kurzfristig ins Blickfeld geraten war. Allerdings war der abschließende Damenriesenslalom am 23. März in Heavenly Valley schlecht organisiert gewesen, da der Veranstalter es nicht für nötig hielt, den Rennläuferinnen einen Liftvorrang zu gewähren, so dass sie sich vor der Auffahrt zum Start wie die übrigen Touristen anstellen mussten. Dazu kam, dass die Anlage plötzlich ausfiel. Davon waren mehrere Läuferinnen, darunter auch Annemarie Pröll, betroffen. Es gab eine Rennunterbrechung, über Pröll wird berichtet, dass sie durch ihren Masseur Köstler mit einer Leiter vom Lift heruntergeholt wurde, doch gelang es ihm nicht mehr, sie (durch das Warten in luftiger Höhe einigermaßen durchgefroren) richtig „warm zu machen“, so dass sie nur Rang 7 erreichte. Die Angelegenheit hatte doch eine große sportliche Auswirkung. Pröll mit 93 Zählern konnte noch 22 Punkte holen, Kaserer blieb mit Rang 2 punktlos, sie hätte nur bei einem Sieg noch 5 Punkte dazu gewinnen können. Somit hätte Pröll tatsächlich noch die „kleine Kugel“ – theoretisch ex aequo mit Kaserer – erringen können.
Slalom:

Rosi Mittermaier lag zwar nach dem Sieg in Schruns mit 80 Punkten vor der dort Zweite gewordenen Patricia Emonet (61 Punkte), doch konnte sie danach nicht mehr punkten. Sie hatte sich beim Baden in Honolulu eine Verletzung erlitten und hatte heimfliegen müssen. So zog die Französin bereits mit ihrem Sieg in Mont Sainte-Anne an der Chiemgauerin vorbei. Monika Kaserer und Pamela Behr, die nach der zweiten Periode mit 48 und 45 Punkten noch die Ränge 2 und 3 belegt hatten, legten eine schwache dritte Rennperiode in den Schnee, wobei die Salzburgerin dank der Ränge 5 (Naeba) und 4 (Heavenly Valley) wenigstens noch eine Medaille in der Disziplinenwertung errang. Mit ihrem Ausfall in Heavenly verpasste Annemarie Pröll die Startgruppe 1 für die kommende Saison.

### Rücktritte
- Eberhard Schmalzl
- Isabelle Mir
- Bernadette Rauter

## Rennen außerhalb des Weltcups
Vom 23. bis 25. März 1973 waren die alpinen Skimeisterschaften des Deutschen Skiverbandes in Garmisch-Partenkirchen, des Österreichischen Skiverbandes in Lienz und des Schweizer Skiverbandes in Crans-Montana angesetzt. Hinsichtlich der ÖSV-Meisterschaften, die am 21. Februar begannen, waren die Riesenslaloms für Damen und Herren am Hochstein die ersten Bewerbe; jener der Herren wurde allerdings in 2 Läufen gefahren, den 2. Durchgang gab es erst am 22. Februar. Der Damentitel ging an Pröll vor Gfölner und Drexel. bei den Herren fing Hansi Hinterseer noch den „Halbzeitführenden“ Tritscher ab (Rang 3 an Bleiner); am 22. Februar wurde Kaserer Slalommeisterin vor Gfölner und Ranner (Pröll schied bereits im ersten Lauf nach Torfehler aus). Einen Dreifachsieg für Tirol mit Matt vor Hauser und Hinterseer brachte der Slalom am 23. Februar. In der Herrenabfahrt gewann Titelverteidiger Walcher vor Grissmann und Peter Feyrsinger, der Abfahrtslauf der Damen wurde aus Sicherheitsgründen abgesagt.
Zum Start der italienischen Meisterschaften in Ponte di Legno gab es am 22. Februar eine Überraschung in der Herrenabfahrt, denn Roland Thöni gewann vor Favorit Marcello Varallo, Rang 3 an Herbert Plank. Auch bei den Damen gab es mit dem Titel der Nachwuchsfahrerin Maddalena Silvestri (vor Giordani und Clotilde Fasolis) ein unerwartetes Resultat. Gustav Thöni wurde Slalom-, Ilario Pegorari Kombinationssieger bzw. Giordani wurde Riesenslalom- und Kombinationssiegerin.
Herren:
- Schon am 4. August wurde am Mount Buller (Victoria, Australien) ein Riesenslalom der Herren gefahren, bei dem es durch Sepp Heckelmiller (er war nach dem ersten Lauf, bei dem Helmuth Schmalzl vor Hans Hinterseer geführt hatte, nur Sechster gewesen) und Max Rieger einen deutschen Doppelsieg gab; Hinterseer fiel auf Rang 7 zurück.[93][94]
- Eher nur als typisches Vorbereitungsrennen zu bezeichnen war am 25. November am Kitzsteinhorn ein Riesenslalom mit einem österreichischen Doppelsieg von Werner Bleiner vor Harald Rofner und dem Norweger Erik Håker.[95]
- In Neustift im Stubaital konnte Hans Hinterseer sowohl den Riesenslalom vor David Zwilling und Reinhard Tritscher als auch Slalom (1./2. Dezember) um den »Eispickel« gewinnen (wobei die italienischen Läufer zum Slalom eine «Schiebung» vermuteten, es fehlte hier noch Gustav Thöni, der Abfahrt trainierte). In Courchevel hatte es am 2. Dezember einen (zum Europacup zählenden) Riesenslalom mit Sieg für Jean-Noël Augert und in Montgenèvre eine Herrenabfahrt mit einem dreifachen italienischen Sieg (mit Überraschungssieger Enzi mit Nr. 52) gegeben.[96][97][98]
- Die Lauberhorn-Kombination wurde von Henri Duvillard vor Reinhard Tritscher und David Zwilling gewonnen.[47]
- Die Hahnenkamm-Kombination ging an Bob Cochran vor Reinhard Tritscher und Roland Thöni[99]
- Die Kandahar-Kombination wurde von Gustav Thöni vor Henri Duvillard und David Zwilling gewonnen.[100]

Damen:
- Die ab Januar verletzt gewesene Jacqueline Rouvier war wieder im Renngeschehen dabei und gewann die (noch nicht zum Weltcup) zählende Kombination des »Kriteriums des ersten Schnees«.[20]
- Der Sieg in der Zweierkombination der Goldschlüsselrennen in Schruns ging relativ klar an Wiltrud Drexel (dank Rang 2 in der Abfahrt und 7 im Slalom) vor Bernadette Zurbriggen und Irmgard Lukasser.[101]

## Die verschobene "französische Revolution"
Die französischen Abfahrtsmeisterschaften in La Foux d’Allos waren von einer Ausschlusswellte überschattet. Vorerst war nur hinsichtlich des Championnats gemeldet worden, dass dieses bei starkem Wind stattfand, wobei Henri Duvillard gleich 26 Sekunden Rückstand auf Sieger Bernard Grosfilley aufwies. Die Krise hatte allerdings schon in der vorherigen Saison begonnen, als das Herrenteam medaillenlos geblieben war. Es wurden 17 Läufer, darunter Jean-Noël Augert, vom Direktorium des Verbandes ausgeschlossen, was der Auflösung der Herren-Nationalmannschaft gleichkam. Schon am Abend des 23. Februar wurde dieser Beschluss gefasst. Hauptgründe wurden im schlechten Verhältnis zwischen den Läufern und dem Verband (nach Bonnets Abgang fehlte eine Führungspersönlichkeit, die alle Probleme ausgleichen konnte), auch unterschiedliche Entlohnungen und die Unzufriedenheit der Läufer mit dem FIS-Punktereglement genannt. Ein Versuch zur Bereinigung der Auseinandersetzungen durch den Disziplinarausschuss scheiterte am 26. Februar. Der Verband in Albertville unter seinem Präsidenten Maurice Martel, der extra von Schweden angereist kam, sprach gegen neun Läufer (nebst Augert noch Orcel, Roger Rossat-Mignod, Michel und Gerard Bonnevie, Bernard Chavin, Henri Brechu, Bernard Grosfilley und Henri Duvillard) Sperren aus, je fünf wurden verwarnt bzw. getadelt. Vizepräsident Jean Vuarnet erklärte, der Verband sanktioniere jene, die sich die Alten nennen, weil sie eine absolute Position einnahmen und jeden Kompromiss zurückwiesen. Am Abend des 27. Februar flogen drei Herren (Roche, Sanson, Perrot) und acht Damen von Genf zu den Überseerennen.
Letztlich gab es am 5. März eine Sperre von 15 Tagen, die am 9. März ablief, danach waren sie für die Rennen in Naeba wieder startberechtigt. Allerdings war die Krise nicht ausgestanden, denn es gab weiterhin Meldungen über Differenzen. Letztlich kam es zum Saisonbeginn 1974 zum großen Bruch.